# Großhansdorf
Großhansdorf là một đô thị ở huyện Stormarn, bang Schleswig-Holstein, Đức. Đô thị này có diện tích km², dân số thời điểm 31 tháng 12 năm 2006 là người.Đô thị này có cự ly khoảng 3 km về phía đông của Ahrensburg, và 25 km về phía đông bắc của Hamburg.